# Stazione di Madonna del Piano
La stazione di Madonna del Piano era una fermata ferroviaria posta lungo la linea ferroviaria Civitavecchia-Orte chiusa al traffico nel 1994. 
Era a servizio del comune di Capranica e situata presso il centro del paese. 
Oltre a Madonna del Piano, a Capranica sono presenti altre due stazioni ferroviarie: Capranica-Sutri, attiva e servita dalla linea FL3, e Vico Matrino, anch'essa sulla FL3 ma chiusa al traffico passeggeri e soppressa dal 2006.

## Storia
La fermata venne inaugurata nel 1894 insieme alla tratta Capranica-Ronciglione come diramazione della ferrovia Roma-Capranica-Viterbo. Nel 1928 la breve tratta di diramazione venne inglobata nella ferrovia Civitavecchia-Orte. Continuò il suo esercizio fino al 25 settembre 1994 e venne privata del suo traffico.

## Strutture e impianti
La fermata disponeva di un fabbricato viaggiatori e dal binario di circolazione.